# 艾伦·韦斯曼
艾伦·韦斯曼（1947年3月24日—）是一位美国作家和记者，威廉姆斯学院教授，主要作品有《沒有我們的世界》（The World Without Us）等。